# Strażnica WOP Janów Podlaski
Strażnica w Janowie Podlaskim:
1. podstawowy pododdział graniczny Wojsk Ochrony Pogranicza.
2. graniczna jednostka organizacyjna polskiej straży granicznej realizująca zadania bezpośrednio w ochronie granicy państwowej.

## Formowanie i zmiany organizacyjne
W 1964 roku w Janowie Podlaskim stacjonowała placówka WOP nr 8 23 Chełmskiego Oddziału Wojsk Ochrony Pogranicza.
W 1976 roku odtwarzano brygady na granicy ze Związkiem Radzieckim. Na bazie 23 Chełmskiego Oddziału WOP sformowano Nadbużańską Brygadę WOP. W jej strukturach, na bazie placówki WOP Janów Podlaski zorganizowano strażnicę WOP Janów Podlaski.
Po rozwiązaniu w 1991 roku Wojsk Ochrony Pogranicza, strażnica w Janowie Podlaskim weszła w podporządkowanie Nadbużańskiego Oddziału Straży Granicznej.
W wyniku realizacji kolejnego etapu zmian organizacyjnych w Straży Granicznej w 2002 roku, strażnica uzyskała status strażnicy SG I kategorii.

## Sąsiednie strażnice
Straż Graniczna:
- Strażnica SG w Czeremsze ⇔ Strażnica SG w Terespolu – 16.05.1991[4].